# Sumî
Sumî (în ucraineană Суми) este oraș regional în regiunea Sumî, Ucraina. Deși subordonat direct regiunii, orașul este și reședința raionului Sumî. În afara localității principale, mai cuprinde și satele Jîteiske, Kîrîiakivșciîna, Pișceane, Trohîmenkove, Verhnie Pișceane și Zahirske.

## Demografie
Componența lingvistică a orașului Sumî
     Ucraineană (77,29%)
     Rusă (20,35%)
     Alte limbi (0,15%)
Conform recensământului din 2001, majoritatea populației orașului Sumî era vorbitoare de ucraineană (77,29%), existând în minoritate și vorbitori de rusă (20,35%).

## Istorie
Țaratul Rusiei 1652–1721

 Imperiul Rus 1721–1917

 RSS Ucraineană 1920–1922

 Uniunea Sovietică 1922–1941

 Imperiul German (ocupația) 1941–1943

 Uniunea Sovietică 1943–1991

 Ucraina 1991–prezent 

## Personalități născute aici
- Dmîtro Kuleba (n. 1981), politician, ministrul afacerilor externe al Ucrainei.